# Người Mỹ trầm lặng (phim 1958)
Người Mỹ trầm lặng (tiếng Anh: The Quiet American) là một phim trinh thám của đạo diễn Joseph Leo Mankiewicz, xuất bản ngày 05 tháng 02 năm 1958 tại Bắc Mỹ.

## Lịch sử
Bộ phim chuyển thể từ tiểu thuyết cùng tên của tác giả Graham Greene, ấn hành năm 1955, mô tả những nỗ lực ban sơ của chính phủ Mỹ nhằm đối phó tình hình địa chính trị Đông Dương. Nhưng khác với chủ trương phản đối quyền lực Mỹ trong tiểu thuyết thì phiên bản điện ảnh cảnh báo nguy cơ can thiệp từ bên ngoài vào chính trị - xã hội một quốc gia có chủ quyền.
Ngay khi phát hành, bộ phim này được giới phê bình nồng nhiệt hoan nghinh, song khán giả thờ ơ khiến doanh thu không bù được vốn. Suốt nhiều thập niên sau đó, phim nằm trong danh sách đen những đối tượng bị ngờ vực thông đồng cộng sản và cấm tái chiếu. Mãi đến lúc phiên bản 2002 quay xong và phát hành, bộ phim mới được bỏ nhãn kiểm duyệt và cho phép các hoạt động phục chế cũng như phổ thông hóa.

## Kĩ thuật
Bộ phim khởi quay tại Sài Gòn ngày 28 tháng 01 năm 1957 rồi chuyển tới Roma hoàn thành đoạn cuối, phim đóng máy vào hạ tuần tháng 04 năm 1957.

### Sản xuất
- Âm nhạc: Mario Nascimbene, Phạm Duy
- Nhạc trưởng: Franco Ferrara

### Diễn xuất
- Audie Murphy... Bí danh Người Mỹ (Alden Pyle)
- Michael Redgrave... Thomas Fowler
- Claude Dauphin... Mật thám Vigot
- Giorgia Moll... Phượng
- Bruce Cabot... Bill Granger
- Fred Sadoff... Dominguez
- Kerima[3]... Em Phượng (Nàng Hel)
- Richard Loo... Ông Hưng
- Peter Trent... Eliot Wilkins
- Georges Bréhat... Sĩ quan Pháp
- Clinton Anderson... Joe Morton
- Lê Quỳnh... Dân chơi
- Yôko Tani... Tiếp tân
- Võ Doãn Châu... Tư lệnh lực lượng Cao Đài
- Lê Văn Lễ... Phụ tá đức Hộ pháp
- Sonia Moser... Yvette

## Phê bình
The film's obscuring of Greene's political points was mentioned by some critics, but the acting was nevertheless noted for its high quality, especially of Michael Redgrave. Also praised were the locations. In The New York Times, Bosley Crowther wrote: "Scenes shot in Saigon have a vivid documentary quality and, indeed, the whole film has an aroma of genuine friction in the seething Orient."